# 短鳞薹草
短鳞薹草（学名：Carex angustinowiczii），为莎草科薹草属下的一个种。分布于中国大陆的吉林、辽宁、黑龙江、河北等地，生长于海拔350米至850米的地区，多生长在河边或沙质湿地。

## 别名
钝鳞薹草（中国高等植物图鉴）

## 异名
- Carex augustinowiczii Meinsh. ex Korsh. var. tunglinica Wang et Tang